# Ousmane Ba
Ousmane Ba (sinh ngày 6 tháng 6 năm 2002) là một cầu thủ bóng đá người Sénégal thi đấu ở vị trí thủ môn cho câu lạc bộ Cholet tại Championnat National, cho mượn từ Metz.

## Sự nghiệp thi đấu

### Câu lạc bộ

#### Trẻ
Ba là sản phẩm của lò đào tạo trẻ Génération Foot.

#### Metz
Ngày 16 tháng 9 năm 2020, anh gia nhập Metz 2.
Ngày 1 tháng 7 năm 2021, anh ký hợp đồng có thời hạn đến năm 2025 với Metz.

### Quốc tế
Ba ra mắt quốc tế cho U-23 Sénégal trong trận thắng 4-0 trước Maroc vào ngày 22 tháng 9 năm 2022.